# السقف الفلكي لمقبرة سننموت

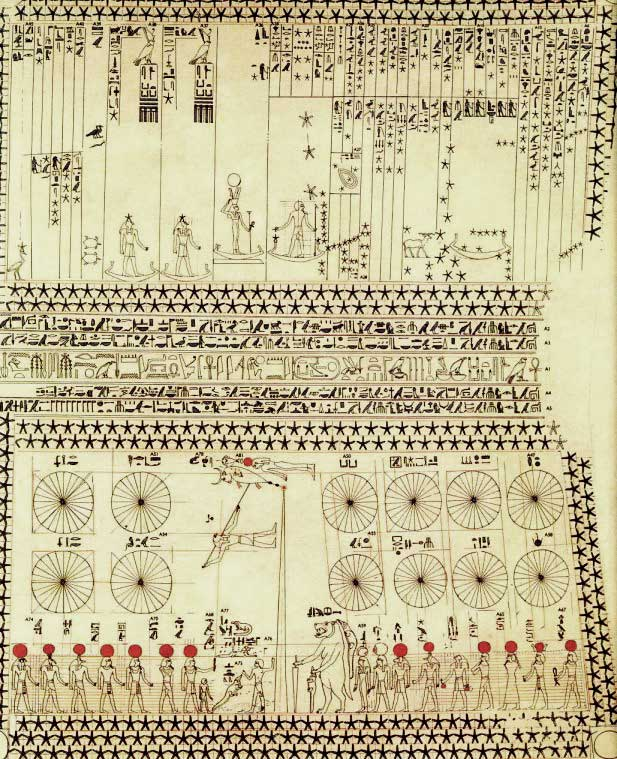
السقف الفلكي للمقبرة

يمكن إرجاع الزخرفة الفلكية للسقف في أقدم أشكالها إلى قبر سنموت (قبر طيبة رقم 353)، الموجود في موقع الدير البحري، الذي تم اكتشافه في طيبة، صعيد مصر. تعود زخارف القبر والسقف إلى الأسرة الثامنة عشرة في مصر القديمة (حوالي 1479-1458 قبل الميلاد).

## اكتشاف
تم اكتشاف قبر سننموت خلال الحفريات التي أجريت في 1925-1927 بقيادة هربرت وينلوك للبعثة المصرية لمتحف المتروبوليتان للفنون.
يتم الدخول إلى القبر غير المكتمل عبر درج شديد الانحدار يبدأ من المحجر. يبلغ طوله 90 متراً ويتيح الوصول إلى ثلاث غرف متتالية تحت معبد حتشبسوت الجنائزي. لا يُعرف ما إذا كان قد تم القيام بذلك لوضع قبره عن عمد في حرم معبد حتشبسوت أو للوصول إلى حجر رملي أفضل جودة. نتج عن اكتشاف الغرفة التي يبلغ حجمها 10 × 12 قدمًا والمعروفة باسم الحجرة أ لوحتان لما يُشار إليه الآن باسم الرسم التخطيطي السماوي المصري. تم الحفاظ على نقوش السقف والجدران بشكل جيد نظرًا لطباشير تراوان التي تم نحتها.

## رسم تخطيطي سماوي
يتألف الرسم التخطيطي السماوي من لوح شمالي وجنوبي يصور الأبراج القطبية على شكل أقراص. كل قسم مقسم إلى 24 قسمًا يشير إلى فترة زمنية مدتها 24 ساعة، ودورات القمر، والآلهة المقدسة في مصر. من بين الأبراج الموجودة في الرسم التخطيطي، يتضمن أقدم ذكر معروف لـ 12 شهرًا من التقويم المصري وتمثيلات الأبراج الشمالية، بما في ذلك مسخيتيو. يحتوي القسم الجنوبي على قائمة مفترضة للعشريات وقائمة بالنسخ المصرية للكواكب المرئية بالعين المجردة، باستثناء المريخ، والتي غابت بشكل مفاجئ. كان الشيء الوحيد الذي يمكن تحديده بالتأكيد هو مسخيتيو مع بنات نعش الكبرى بسبب الصعوبة التي تنشأ عند محاولة مطابقة الأبراج الحديثة بالرسوم التي رسمها المصريون القدماء منذ آلاف السنين.
- بعض الشخصيات والنجوم الرئيسية التي تظهر في الرسم هي الشعرى اليمانية والجبار والدب الأكبر والتنين (قد يتم تصويرها على أنها فرس النهر مع التمساح على ظهره)،
- تشير الدوائر الأربع الموجودة في أعلى اليمين إلى الأشهر الأربعة لأخيت (الفيضان) بين يوليو وأكتوبر
- تشير الدائرتان الموجودتان في أعلى اليسار والدائرتان أسفل اليسار إلى موسم بيريت (موسم الزرع) بين نوفمبر وفبراير.
- الدوائر الأربع الموجودة في أسفل اليمين تشير إلى موسم شومو (موسم الحصاد) بين مارس ويونيو

يمكن أن تعكس الخريطة الموجودة على اللوحة الجنوبية ارتباطًا محددًا للكواكب في عام 1534 قبل الميلاد حول خط طول الشعرى اليمانية. يمكن التعرف بسهولة نسبيًا على الكواكب الأربعة كوكب المشتري وزحل وعطارد والزهرة. لم يتم تضمين كوكب المريخ في المجموعة الفعلية ويبدو للوهلة الأولى أنه مفقود في الخريطة. ومع ذلك، فإن أحد التفسيرات هو أن كوكب المريخ مُصَوَّر في خريطة سننموت على أنه قارب فارغ في الغرب. قد يشير هذا إلى حقيقة أن المريخ كان رجعيًا ولم يكن مع الكواكب الأخرى (في الواقع، كان في الغرب في عام 1534 قبل الميلاد). ربما يرجع سبب إفراغ القارب إلى هذه الحركة إلى الوراء (وهي ظاهرة معروفة لدى المصريين)، حيث لم يتم اعتبار موقع المريخ «ملموسًا».
تفسير بديل للمريخ المفقود اقترحه بلمونتي،
 ″... السقف الفلكي لمقبرة سننموت هو نسخة عملاقة من مسودة ورق البردي لمخطط سماوي كان من الممكن أن يكون موجودًا ويستخدم لتمثيله في ساعة مائية. بسبب نقص المساحة، عند نقل التصميم من سطح مخروطي إلى سطح مستو، فقد جزء من الزخرفة.″ 

## الدلالة
على الرغم من أن القبر لم يكتمل وتعرض لأضرار على مر القرون، إلا أن السقف قدم معلومات جديدة حول علم الفلك والتسلسل الزمني والأساطير والدين في مصر بسبب دمج كل هذه العناصر كوسيلة لربط العالم الإلهي بالعالم الفاني.
يتألف علم الفلك المصري من تحديد الأجرام السماوية في السماء وعلاقتها بالآلهة التي يعتقد أنها تلعب دورًا في الأساطير والممارسات الدينية.
حملت السقوف الفلكية رمزية مهمة للمصريين حيث قاموا بدمج الدين الإلهي مع جوانب أكثر أرضية للحياة اليومية مثل الزراعة والعمل. يوضح الرسم التفصيلي لعلم الفلك والآلهة رغبة المصريين في فهم السماء ومحاولة تطبيق هذا الفهم على الآلهة التي اعتقدوا أنها أثرت في جميع جوانب الحياة.
ضمّن استيعاب هذه العناصر أن التقويم المصري سيختلف عن التقويمات القديمة للسومريين والبابليين. يقترح أوتو نيوجباور أن درجة تعقيد التقاويم المصرية:
 يمثل التعايش السلمي بين الأساليب المختلفة لتحديد اللحظات الزمنية والفترات الزمنية بطرق مختلفة في مناسبات مختلفة. 
لم يقتصر استخدام التقويمات الفلكية على مقابر السقف حيث ظهرت على ألواح التوابيت وألواح المياه والمعابد والعديد من الأسطح والأشياء الأخرى.